# Torpeda Kolibri
Kolibri – opracowana w 1978 roku radziecka przeciwpodwodna torpeda lekka kalibru 330 mm, stanowiąca w dużej mierze kopię amerykańskiej torpedy Mark 46 Mod 0. Torpeda o długości 2,7 metra wyposażona jest w głowicę bojową z ładunkiem 44 kilogramów oraz aktywno-pasywny układ naprowadzania na cel z zasięgiem akustycznym wynoszącym 1000 metrów. Torpeda napędzana jest turbiną zasilaną jednoskładnikowym paliwem Otto II i jest w stanie osiągnąć w ataku maksymalną głębokość 450 metrów. Maksymalny zasięg torpedy wynosi 5000–8000 metrów, przy prędkości 45 węzłów.